# Marsilea latzii
Marsilea latzii là một loài dương xỉ trong họ Marsileaceae. Loài này được D.L.Jones mô tả khoa học đầu tiên năm 1998.
Danh pháp khoa học của loài này chưa được làm sáng tỏ. 